# 乔木乡
乔木乡，是中华人民共和国安徽省池州市青阳县下辖的一个乡镇级行政单位。

## 行政区划
乔木乡下辖以下地区：
金山村、东源村、凌塘村、官塘村和塔山村。